# Tekno
Tekno o tekno music o free tekno è il nome dato alla principale musica elettronica suonata nei free party (o rave). Il termine è stato usato negli ultimi anni per accomunare più generi musicali, per lo più derivanti dalla Hardcore, si usa però nel parlato distinguere dalla Techno, musica con BPM più bassi. In ultimo si associa quindi la tekno principalmente alla musica Hardcore.

## Caratteristiche
L'andatura è veloce, può andare dai 150 ai 200 bpm, caratterizzata da una martellante ripetitività della cassa e del basso, accompagnati dai piatti (il ritmo di base chiamato groove).
Questo genere è caratterizzato da suoni "campionati" (campionatore) e da suoni "sintetizzati" (prodotti con l'ausilio di tastiere). Questi suoni vengono ordinati in modo da formare una vera e propria melodia accompagnata dal groove.
La tekno è prodotta con drum machine, sintetizzatori, tastiere MIDI, campionatori e sequencer nonché con programmi di elaborazione come Ableton Live o Cubase. Negli ultimi anni c'è stata una tendenza ad utilizzare computer portatili per la performance dal vivo, perché le capacità dell'hardware e del software stanno migliorando molto velocemente.

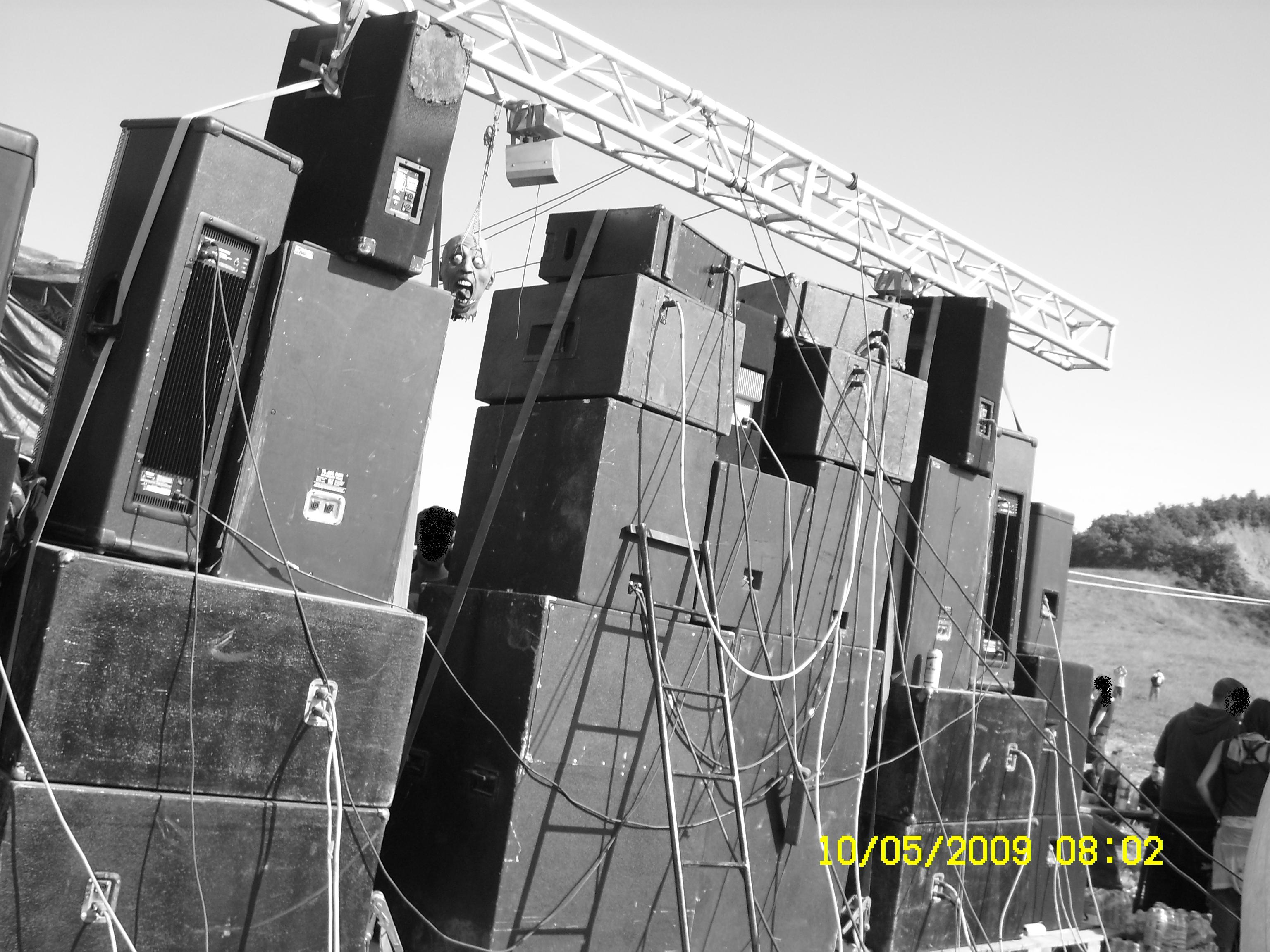
Muro di casse visto da dietro

La tekno, in particolare negli anni novanta, è stata molto utilizzata nelle colonne sonore dei videogiochi arcade.

## Impianti di diffusione
La particolarità della tekno sta anche nel modo in cui viene proposta al pubblico. Durante i free party vengono montati dei veri e propri muri di casse dalla potenza di decine e decine di Kilowatt (la maggior parte delle volte alimentate tramite generatori), davanti ai quali le persone ballano.